# Kaira
'Kaira' es un género neotropical de Araneidae con 16 especies descritas. Se hallan desde Sudamérica hasta el sur y el este de EE. UU.
Tejen sus pequeñas telas de las que cuelgan boca abajo y atraen polillas macho que vuelan hacia una malla formada entre sus patas. Usan feromonas de polillas de cebo, asemejándose al mecanismo utilizado por Mastophora . Los dos géneros no están estrechamente relacionados, a pesar de que pertenecen a la misma familia. Por lo tanto, el comportamiento de captura de la polilla debe haber evolucionado independientemente en los dos géneros.
Todas las especies son de color amarillo-blanco con manchas pequeñas dispuestas al azar de color blanco, marrón y negro, o en algunas especies con bandas transversales. Las hembras tienen una longitud corporal de entre 4 a 10 mm. Los varones miden menos de la mitad del tamaño de las hembras y están menos pigmentados.
Los especímenes de Kaira son poco comunes en las colecciones aracnológicas, y las hembras de las distintas especies son difíciles de deferenciar. Las hembras y las arañas inmaduras pueden confundirse con especies del género Pozonia  con el que no están estrechamente relacionadas.

## Comportamiento
Cuando en un frasco que contiene un individuo de K. Alba, se mete una mosca, la hembra baja de la parte inferior de la tapa en lo que parecía un hilo de unos 12 mm de largo y resta colgada allí hasta que caza a la mosca.  Luego, la aprisiona con las patas y la mata. En lugar de tejer telas en forma de espiral circular, construyen una red trapezoidal pequeña, que contiene dos triángulos en zigzag de hebras, que la araña renueva cada veinte minutos. A continuación, la araña se cuelga boca abajo usando sus cuartos pares de pateas desde el borde inferior y más corto del trapecio que se extiende por las otras patas. Cuando una polilla vuela hacia la malla formada entre las patas de la araña, esta atrapa a la polilla y la muerde, y posteriormente la envuelve con telaraña. Al final, la polilla se queda colgada de un hebra del trapecio formado entre las patas posteriores de la araña, que recupera la postura de caza. Hasta ocho mariposas pueden quedar atrapadas en esta forma antes de la araña comienza a alimentarsede ellas. 

## Relaciones
Este género está, presumiblemente, relacionado con Aculepeira, Amazonepeira y Metepeira,

## Especies
- Kaira alba (Hentz, 1850) (Desde Virginia hasta México)
- Kaira altiventer (O. P.-Cambridge, 1889) (Desde el sur de Texas hasta el sur de Brasil)
- Kaira candidissima (Mello-Leitão, 1941) (Argentina)
- Kaira cobimcha (Levi, 1993) (Brasil)
- Kaira conica (Gerschman & Schiapelli, 1948) (Brasil, Argentina)
- Kaira dianae (Levi, 1993) (Perú)
- Kaira echinus (Simon, 1897) (Brasil, Argentina)
- Kaira electa (Keyserling, 1883) (Brasil)
- Kaira erwini (Levi, 1993) (Perú)
- Kaira gibberosa (O. P.-Cambridge, 1890) (Desde México hasta el sur de Brasil)
- Kaira hiteae (Levi, 1977) (sudeste de EE. UU.)
- Kaira levii (Alayón, 1993) (Cuba)
- Kaira sabino (Levi, 1977) (Sur de Arizona)
- Kaira sexta (Chamberlin, 1916) (Desde Guatemala hasta Brasil)
- Kaira shinguito (Levi, 1993) (Perú)
- Kaira tulua (Levi, 1993) (Colombia)